# Poliziotto senza paura
Poliziotto senza paura è un film italiano del 1978 diretto da Stelvio Massi.

## Trama
L'investigatore privato Walter Spada viene incaricato di ritrovare la figlia di un ricco banchiere austriaco, rapita da ignoti, le cui tracce si sono perse a Roma. Dalla capitale italiana le sue indagini lo porteranno a Vienna, dove scoprirà un traffico di minorenni legato al giro della prostituzione. Benché le sue indagini abbiano successo, la vicenda si concluderà con la morte della figlia del banchiere, di quest'ultimo (suicida con una pastiglia di cianuro) e della banda responsabile del sequestro, guidata da una spogliarellista che con il rapimento della minore intendeva ricattare il banchiere.

## Produzione
Il film, ascrivibile al filone poliziottesco, fu girato per gli interni negli stabilimenti Incir-De Paolis di Roma e per gli esterni a Vienna.

## Distribuzione
La pellicola venne distribuita nel circuito cinematografico italiano a partire dal 3 febbraio 1978.
Venne distribuito anche negli Stati Uniti d'America col titolo Fearless Fuzz e in altri paesi col titolo Magnum Cop.

## Accoglienza
Il film incassò 1.146.557.460 lire dell'epoca.